# Orlando Amêndola
Orlando Amêndola (Rio de Janeiro,  — , ) foi um nadador brasileiro. 

## Trajetória esportiva
Orlando Amêndola foi atleta do Clube de Regatas Boqueirão do Passeio, onde praticou natação, polo aquático e remo.
Começou a jogar polo em 1916 e se destacou como um jogador muito hábil.
Em 1918 foi campeão carioca dos 100 metros nado livre.
Integrou a delegação brasileira que participou dos Jogos Olímpicos de Verão de 1920 em Antuérpia. Competiu nos 100 metros nado livre, ficando em sexto lugar na quarta bateria, sendo assim eliminado. Fez parte da equipe de polo aquático, marcando três gols nas duas partidas que a seleção disputou.